# Kozmaalmás
Kozmaalmás (románul: Almașu Mare) falu Romániában, Bihar megyében. Közigazgatásilag Bályok községhez tartozik.

## Fekvése
Margittától keletre, Berettyódéda, Bályok és Oláhcsaholy között fekvő település.

## Története
A középkorban a bolondóci várispánság, majd a gróf Cseszneky család szórványbirtoka volt.
Neve 1421-ben a Csáky család levéltárának egyik oklevelében Tothalmas néven szerepelt először, majd 1489-ben már Kozma-Almás néven írták.
A település birtokosai a gróf Kuun, gróf Bethlen, gróf Bánffy, báró Wesselényi, Kabos és Péczy családok, valamint a nagyváradi 1. sz. káptalan és gróf Károlyi Tiborné Degenfeld-Schomburg Emma grófné voltak.
A trianoni békeszerződés előtt Bihar vármegye Margittai járásához tartozott.
1910-ben 1708 lakosa volt, melyből 79 magyar, 34 német, 1571 román volt. Ebből 1565 görögkatolikus, 44 református, 42 izraelita volt.
1992-ben 1512 túlnyómórészt román lakosa volt.